# Липовская улица (Липецк)
Ли́повская у́лица — улица в центральной части города Липецка. Проходит в Советском округе от улицы Гагарина до Средней и Верхне-Логовой улиц. Пересекает улицу Семашко. К нечётной стороне примыкает улица Игнатьева.
Липовская улица — один из старейших сохранившихся дореволюционных топонимов. Он происходит от названия реки Липовки, протекающей в Каменном логе, куда спускается улица. Улица сформировалась в процессе коренной перестройки Липецка в 1-й половине XIX века при реализации генерального плана города, утверждённого в 1805 году.
До 16 мая 1979 года улица называлась 2-й Ли́повской (в отличие от 1-й Липовской, переименованной в 1979 году в улицу Ворошилова).
Часть Липовской улицы по-прежнему застроена частными домами. Однако бо́льшая часть — многоквартирные постройки 1960-х годов (ближе к улице Гагарина). Интересно, что дома́ по левой стороне имеют чётную нумерацию, а по правой — нечётную.
Дом № 2а — Центральная городская детская библиотека. Дом № 12а — Детская художественная школа № 1 имени В. С. Сорокина.

## Транспорт
- авт. 9т, 11, 24,36, 300, 306, 322, 324, 325, 345, 346, 347, 359, ост.: «Быханов сад».